# Volvo PV 36 Carioca
El Volvo PV 36 Carioca es un automóvil de lujo fabricado por Volvo Cars entre 1935 y 1938. La palabra Carioca describe a alguien de Río de Janeiro, Brasil, y también fue el nombre de un baile que estaba de moda en Suecia cuando se presentó el automóvil.

## Historia
Visualmente, el coche fue diseñado de manera similar al entonces moderno Chrysler Airflow. El estilo de Volvo estuvo muy influenciado por las tendencias de auto diseño de América del Norte en los años 1930 y 1940, muchos de los ingenieros superiores de la compañía habían trabajado anteriormente en la industria automotriz de los Estados Unidos.
El PV36 fue el primer Volvo en ofrecer una suspensión delantera independiente, pero el auto usaba el mismo motor de válvula lateral que los autos Volvo tradicionales que aún se producían junto con el moderno Carioca. El PV36 era un automóvil costoso, con un precio de 8,500 coronas y Volvo no fabricó más de 500 automóviles. El último no se vendió hasta 1938.